# Maria Emília Furnó i Monsech
Maria Emília Furnó i Monsech (Barcelona, 31 d'octubre de 1877 - Barcelona, 1944) va ser una poeta i pedagoga catalana.
Era filla del gravador Joaquim Furnó i Abad i d'Emília Munsech i Fàbregas, nascuts a Barcelona. Amplià estudis a Bèlgica i França i durant bona part de la seva vida va ser professora de l'Institut de Cultura i Biblioteca Popular de la Dona i des de 1917 dirigí el centre femení Institut Feminal.
Va cultivar principalment la poesia, encara que també escrigué l'obra teatral Hereu i pubilla; representada per l'Institut Feminal i estrenada el 23 de febrer de 1935 al Teatre Escola de Barcelona.
Col·laborà a les revistes i diaris L'Avenç, La Veu de Catalunya i Cultura Domèstica, des d'on publicà alguna de les seves creacions com Nocions d'urbanitat i cortesia (L'Avenç, 1919).

## Obres
Furnó escrigué el següent llistat d'obres al llarg de la seva carrera literària:
- Nocions d'urbanitat i cortesia (1919, reeditat i ampliat el 1930)[2]
- Infantívoles (1928)
- Amor de cel (1929)
- Hereu i pubilles
- Apunts del natural (1930)
- Flaires de roses i esplais (1931)
- Hores de solitud (1931)
- Nadalenques (1933)
- Visions (1933)
- Gotes de rosada (1934)[2]
- Lliçons d'economia domèstica